# Mercedes 1017A
A Mercedes-Benz 1017A egy 10 tonnás össztömegű, 4x4-es meghajtású tehergépkocsi, amelyet a német Bundeswehr számára fejlesztettek ki az 1970-es évek végén. A "1017" típusjelzés a 10 tonnás maximális össztömegre és a 170 lóerős motorra utal, míg az "A" betű a "Allrad", azaz összkerékhajtás jelenlétét jelzi.

## Történet és fejlesztés
A Mercedes-Benz az 1970-es években vezette be az úgynevezett "Neue Generation" (NG) teherautó-sorozatot, amelynek részeként az 1017A modellt is kifejlesztették. A Bundeswehr 1977-től kezdődően szerezte be ezeket a járműveket, amelyek a "teilmilitarisiert geländegängig" (részben militarizált, terepjáró képességű) kategóriába tartoztak. Az eredeti tervek szerint a német hadsereg akár 22 000 darabot is beszerzett volna, de végül mintegy 7 000 járművet más gyártók termékeivel helyettesítettek.

## Műszaki adatok
- Motor: OM352A típusú, vízhűtéses, soros, hathengeres turbódízel motor, 5 675 cm³ lökettérfogattal, amely 172 lóerőt (127 kW) teljesít 2 800 fordulat/perc mellett.
- Nyomaték: 540 Nm 1 600 fordulat/perc fordulatszámon.
- Üzemanyag-fogyasztás: átlagosan 20 liter/100 km.
- Üzemanyagtartály: 135 literes, amely körülbelül 600–700 km hatótávolságot biztosít.
- Sebességváltó: pneumatikus, szinkronizált 5 sebességes váltó hidraulikus egytárcsás száraz kuplunggal.
- Hajtáslánc: hátsókerék-meghajtás alapértelmezésben, az összkerékhajtás kapcsolható, a hátsó tengelyen differenciálzárral.
- Fékek: dobfékek mind a négy keréken, hidraulikusan működtetett légfékrendszerrel, terhelésfüggő fékerő-szabályozással és motorfék funkcióval.
- Méretek: hosszúság 7 500 mm, szélesség 2 500 mm, magasság 3 420 mm.
- Tömeg: saját tömeg körülbelül 5,8 tonna, maximális össztömeg 10,3 tonna.
- Sebesség: legnagyobb sebesség 87 km/h.

## Felépítés és kialakítás
Az 1017A rövid, acélból készült fülkével rendelkezik, amely három egyéni ülést tartalmaz. A középső ülés lehajtható, lehetővé téve egy géppuskás számára a tetőnyílás használatát. A fülke hátsó ablakait tárolórekeszek váltották fel a személyes felszerelések számára. A fülke billenthető a karbantartás megkönnyítése érdekében, manuális-hidraulikus mechanizmussal.

## Katonai alkalmazás
A Mercedes-Benz 1017A a német hadseregben "LKW 5t tmil" vagy egyszerűen "5-Tonner" néven ismert, és elsősorban szállítási feladatokra használják. A járművek részben militarizáltak, például speciális kapcsolókkal és színezéssel rendelkeznek; a korai modellek "sárga olíva", a későbbiek "bronz zöld" vagy háromszínű álcázó festést kaptak.

## Polgári felhasználás és átalakítások
A leszerelt 1017A modellek népszerűek a civil piacon, különösen expedíciós járművek alapjaként. Robusztus felépítésük és megbízhatóságuk miatt kedveltek a világutazók körében, akik gyakran átalakítják őket lakóautóvá, növelve a kényelem és az önállóság szintjét hosszú távú utazásokhoz.